# Arroios
Arroios – stacja metra w Lizbonie, na linii Verde. Została otwarta 18 czerwca 1972 wraz ze stacjami Alvalade, Roma, Areeiro i Alameda, jako część ekspansji tej linii do Alvalade.
Ta stacja znajduje się przy Avenida Almirante Reis, w pobliżu skrzyżowania z Rua José Falcão, umożliwiając dostęp do Praça do Chile. Projekt architektoniczny jest autorstwa Dinisa Gomesa i malarki Marii Keil.